# Skeletons (Danzig)
Skeletons è il decimo album in studio del gruppo heavy metal statunitense Danzig, pubblicato nel 2015. Si tratta di un disco di cover.

## Copertina
Sulla copertina del disco appaiono Glenn Danzig e Kayden Kross in una posa che omaggia la copertina dell'album Pin Ups di David Bowie (1973).

## Tracce
1. Devil's Angels – 2:41 – Dave Allan & The Arrows
2. Satan – 4:14 – Paul Wibier
3. Let Yourself Go – 2:57 – Elvis Presley
4. N.I.B. – 5:04 – Black Sabbath
5. Lord of the Thighs – 4:05 – Aerosmith
6. Action Woman – 3:42 – The Litter
7. Rough Boy – 4:43 – ZZ Top
8. With a Girl Like You – 1:53 – The Troggs
9. Find Somebody – 3:48 – The Young Rascals
10. Crying in the Rain – 2:44 – The Everly Brothers

## Formazione
- Glenn Danzig – voce, piano, chitarre, basso, batteria (nei brani Let Yourself Go, Action Woman, Rough Boy, With A Girl Like You, Crying In The Rain)
- Tommy Victor – chitarra, basso
- Johnny Kelly – batteria  (nei brani Devils Angels, Satan, N.I.B., Lord Of The Thighs, Find Somebody)

## Crediti
- Produzione: Glenn Danzig
- Ingegneria del suono: Chris Rakestraw
- Materizzazione: Gene Grimaldi
- Missaggio: Glenn Danzig, Chris Rakestraw
- Fotografia: Paul Brown, Corey Soria